# Hector Heinrich von Kornfail

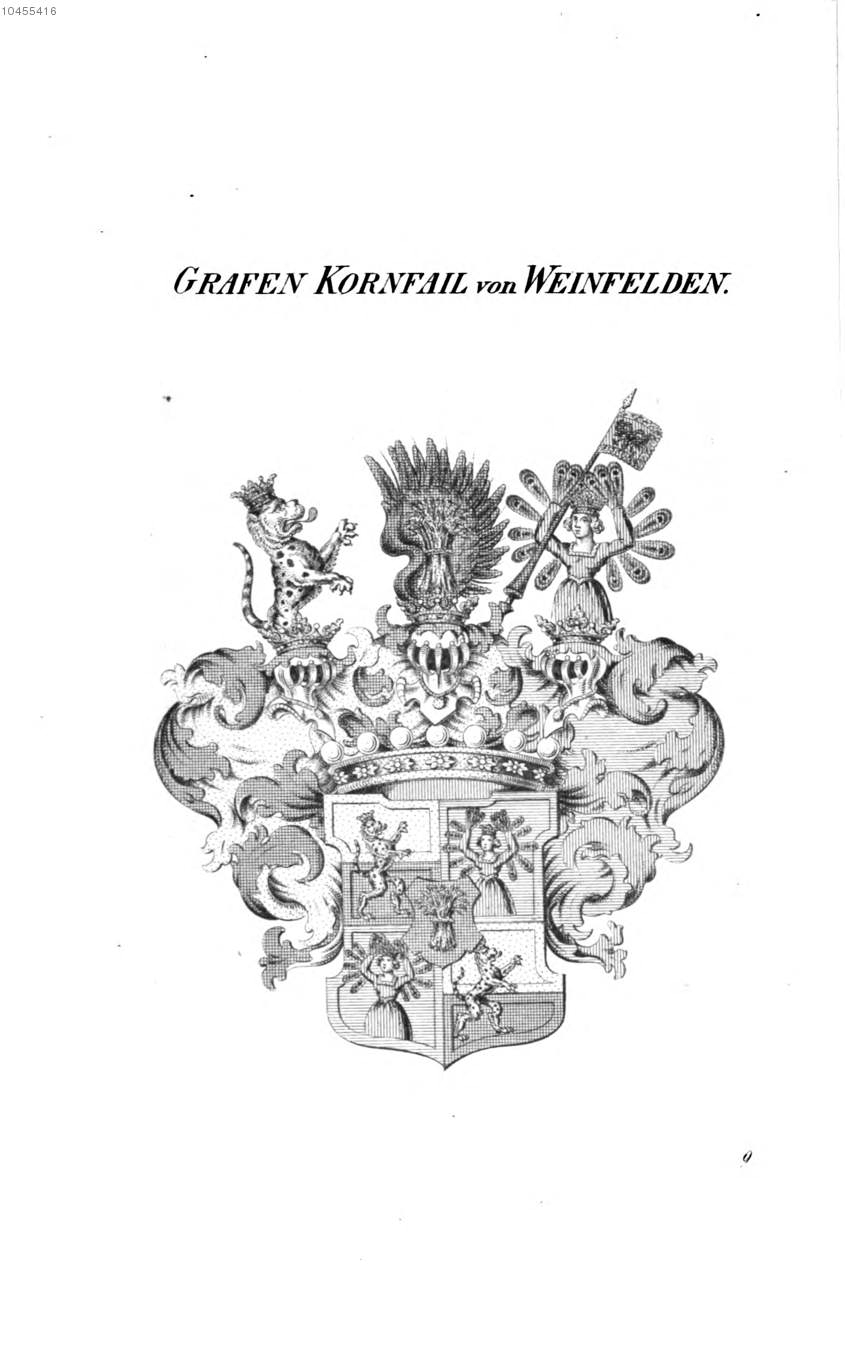
Familienwappen

Hector Heinrich Graf von Kornfail und Weinfelden (* 23. November 1729; † 1. Mai 1773 in Zahna) war ein kursächsischer Kammerherr und Hauptmann sowie Rittergutsbesitzer.

## Leben
Seine Eltern waren der holländische Hauptmann Hektor Wilhelm Kornfail von Weinfelden (* 4. März 1686; † 25. Januar 1759) und dessen zweiter Ehefrau Maria Josepha von Auerperg (* 5. Oktober 1693; † 20. April 1765).
Am Hof der Wettiner in Dresden wurde Hector Heinrich zum Kammerherren ernannt. Im Prinz-Gothaischen Regiment stieg er bis zum Hauptmann auf. Er war Besitzer des Gutes Langenhennersdorf.
Von dem Geschwisterpaar von Schmieden und von Sydow kaufte er dessen unmittelbar bei der Stadt Zahna im Kurkreis gelegenes Rittergut im Jahre 1771. So wurde Graf von Kornfail und Weinfelden Erb-, Lehn- und Gerichtsherr auf Haus Zahna.
Kornfail heiratete am 28. November 1765 zu Gauernitz Johanna Loide Eleonora Amalia von Zinzendorf (* 1. Februar 1736; † 21. Dezember 1782). Er starb 1773 ohne männliche Nachkommen, so dass das Rittergut an seinen Bruder und seine Schwester fiel.